# 韦布尔
韦布尔（法語：Vèbre，法語發音：[vɛbʁ]）是法国阿列日省的一个市镇，属于富瓦区。

## 地理
韦布尔（42°46'32"N, 1°43'19"E）面积5.19 平方千米，位于法国奧克西塔尼大區阿列日省，该省份为法国西南部内陆省份，西部和北部与上加龙省接壤，东临奥德省，东南至东比利牛斯省接壤，南与安道尔和西班牙接壤。
与韦布尔接壤的市镇（或旧市镇、城区）包括：阿尔比耶斯、阿皮、拉叙尔、于尔斯。

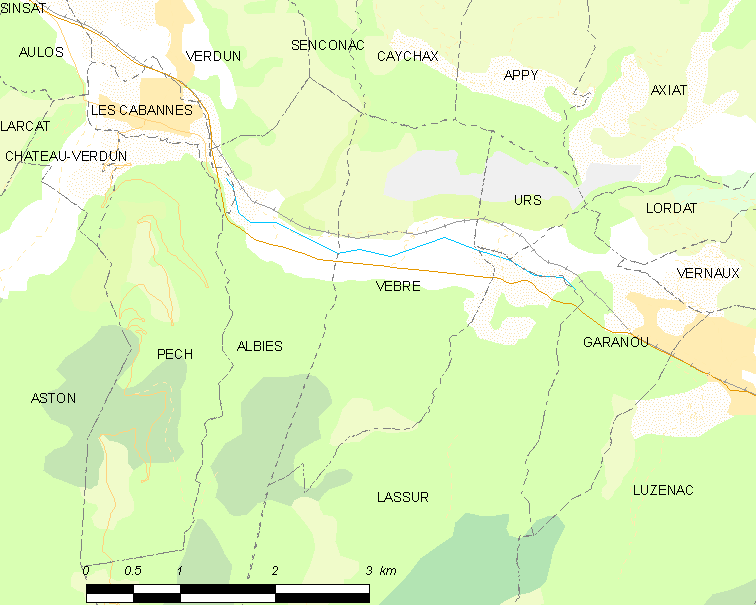
韦布尔的OSM定位图

韦布尔的时区为UTC+01:00、UTC+02:00（夏令时）。

## 行政
韦布尔的邮政编码为09310，INSEE市镇编码为09326。

## 政治
韦布尔所属的省级选区为上阿列日县。

## 人口

1962-2008年间韦布尔人口变化图示

韦布尔于2022年1月1日时的人口数量为115人。